# (12128) Palermiti
(12128) Palermiti (1999 RP43) – planetoida z pasa głównego asteroid okrążająca Słońce w ciągu 5,24 lat w średniej odległości 3,01 j.a. Odkryta 13 września 1999 roku.